# Chileomma petorca
Chileomma petorca är en spindelart som beskrevs av Platnick, Shadab och Sorkin 2005. Chileomma petorca ingår i släktet Chileomma och familjen Prodidomidae. Inga underarter finns listade i Catalogue of Life.